# 織田長亮
織田 長亮（おだ ながあき）は、江戸時代中期の大名。大和国芝村藩6代藩主。通称は又助。官位は従五位下・肥前守。長政流織田家6代。

## 生涯
4代藩主・織田長清の五男として戒重にて誕生。初名は輔世。
正徳4年（1714年）9月23日、兄の5代藩主・長弘の末期養子として家督を相続する。同年10月1日、7代将軍・徳川家継に御目見する。同年12月18日、従五位下肥前守に叙任する。享保6年（1721年）2月、飯倉片町にあった江戸上屋敷が全焼し、3月に参勤交代の延期を許可される。
享保18年（1733年）6月7日、江戸において死去、享年36。墓所は高輪・泉岳寺。

## 系譜
子女は3男4女。
- 父：織田長清
- 母：不詳
- 養父：織田長弘
- 正室：細川有孝の養女 - 細川利昌の娘
  - 長男：織田輔宜
- 生母不明の子女
  - 次男：織田益聡
  - 三男：織田長教
  - 女子：南部信興正室
  - 女子：本善寺住詮室